# Wijnbouw in Oekraïne

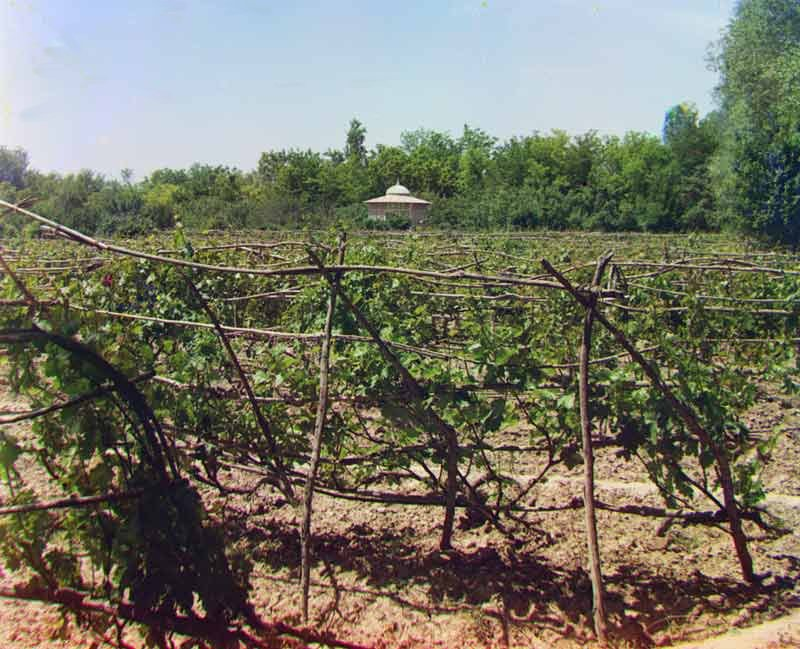
Wijngaard begin 20e eeuw.

Wijnbouw in Oekraïne is er vooral in het zuiden van het land. De meeste wijngaarden in Oekraïne liggen daar in de buurt van de Zwarte Zeekust in Bessarabië, de oblasten Odessa en Cherson en op de Krim. Verder is er wijnbouw in het westen van het land in de Oblast Transkarpatië, maar ook oostelijker in de oblast Dnjepropetrovsk, dat meer in het midden van het land ligt. Voorts is er nog enige wijnbouw helemaal in het noorden, in de oblasten Tsjernihiv en Kiev.
Eerder maakte men er – in de zuidelijker regionen – hooggewaardeerde wijnen die ook werden geëxporteerd. Toentertijd waren dat al vrij zoete wijnen. 
Van de Krim komen mousserende wijnen. Er liggen bij elkaar meer dan 90.000 hectare aan wijngaarden in het land. De vinificatie op de wijnbedrijven wordt algemeen vrij traditioneel uitgevoerd.

## Geschiedenis
Krim

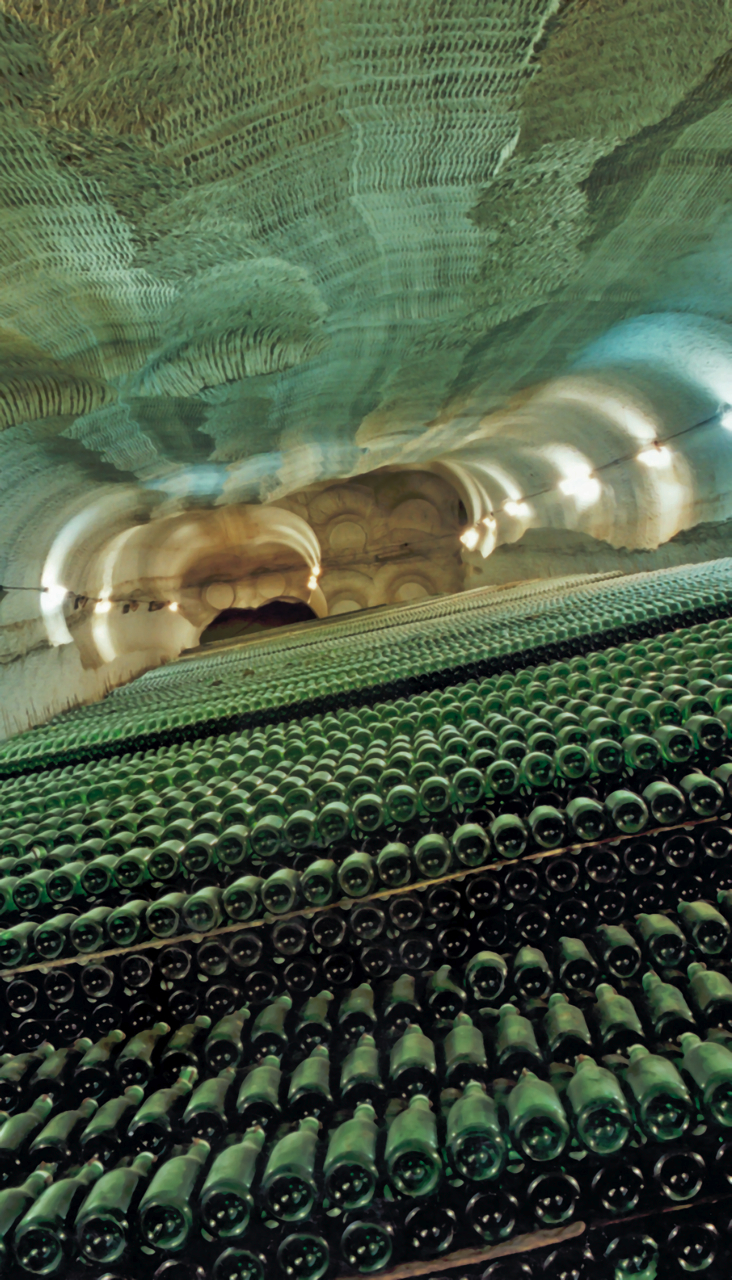
Mousserende wijn in een kelder op de Krim.

Al zo’n 6000 jaar vindt op de Krim wijnbouw plaats. Dat is ongeveer net zo lang als rondom de Middellandse Zee.
In de 19e eeuw, toen de Krim deel was van het Keizerrijk Rusland, kreeg wijn bijzondere aandacht van de Russische adel en rijken. Fransen die de Franse Revolutie ontvluchtten legden er de eerste gecultiveerde wijngaarden aan. Rondom de zomerpaleizen werd er geëxperimenteerd met wijnstokken en wijnbereiding, zoals bij het Livadiapaleis en nabij de stad Soedak.
Nabij de stad Jalta heeft de rus Michail Vorontsov in 1828 het “Magaratsj-instituut” voor druiventeelt en wijnbouw opgericht.
Al vanaf 1799 wordt op de Krim mousserende wijn gemaakt.
Ten noorden van de Krim
In de noordelijker gelegen streken – onder andere in de oblasten Odessa en Cherson – is de wijnbouw er pas in de 11e eeuw door monniken ontwikkeld. Vooral ook door toedoen van Grigori Potjomkin zou deze streek in de 18e eeuw de wijnbouw verder zijn uitgebouwd door invoering van druivenstokken uit Italië, Spanje en Frankrijk.
Na de Tweede Wereldoorlog is er veel geld in de Oekraïense wijnbouw gestopt, totdat Michail Gorbatsjov een alcohol-matigingsbeleid invoerde. Sinds het jaar 2000 wordt de wijnbouw weer opgebouwd.

## Druiven en wijn

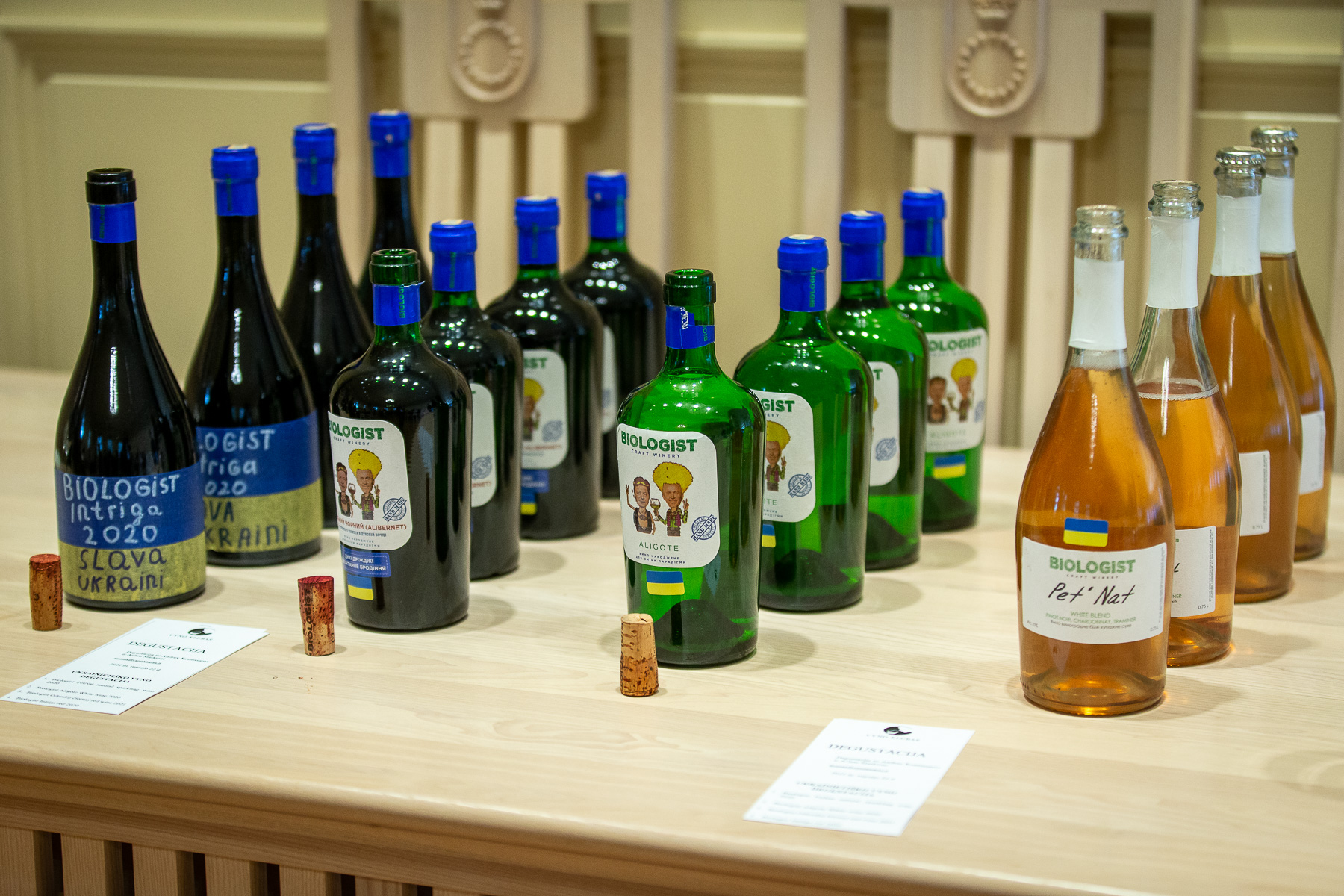

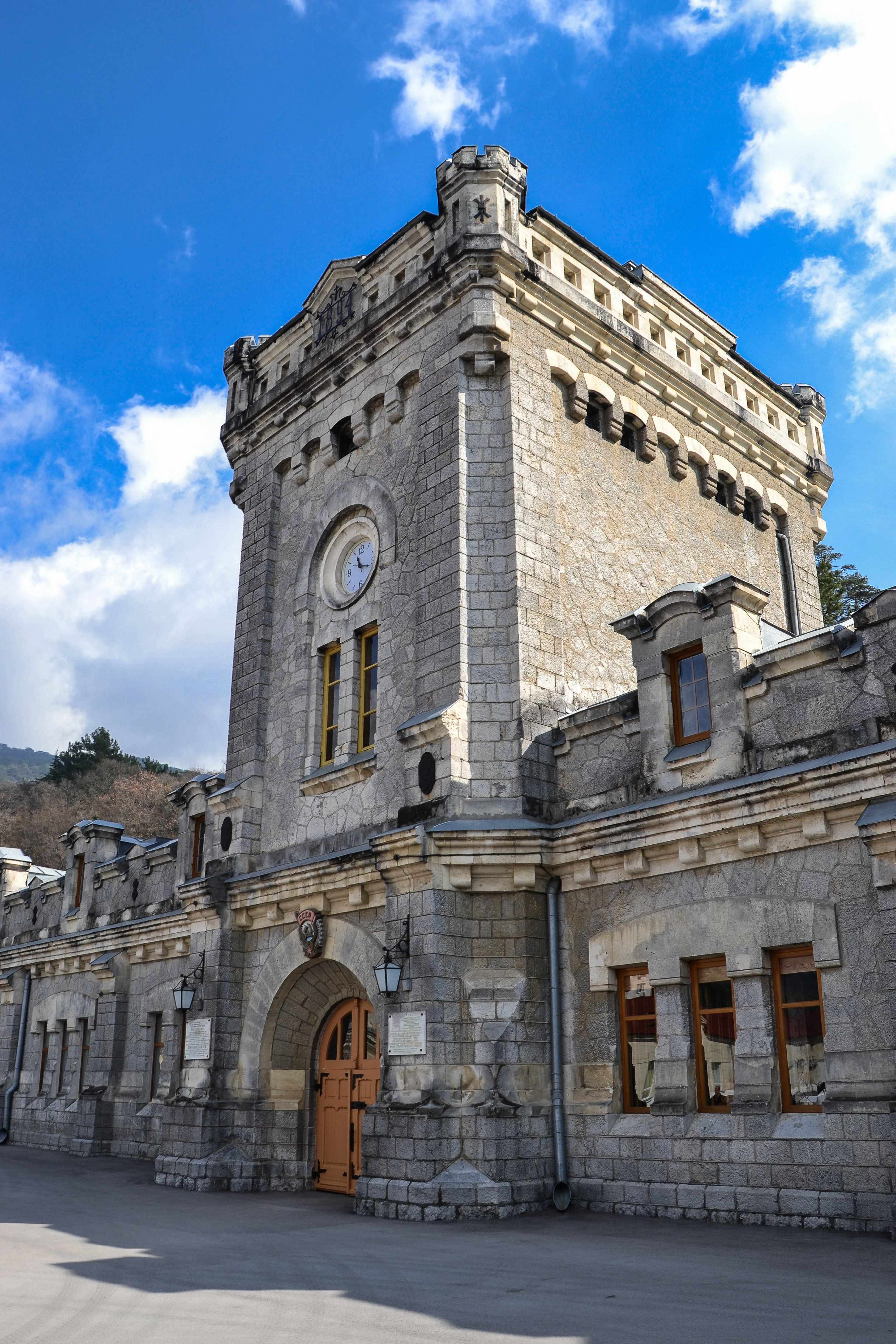
Het wijnhandelshuis Massandra.

Druivensoorten die men er verbouwt zijn Aleatica, Matrassa en Saperawi. Cabernet Sauvignon en Malbec komt er ook voor, evenals Aligoté, Muscat, Isabella, Traminer, Chardonnay, Pinot noir, Rkatsiteli en meer waaronder inheemse rassen.
De meeste wijnen zijn een mengsel van de verschillende druivenvariëteiten.
Krim
Vooral van de Krim komen veel mousserende wijnen. In navolging van Champagne worden die “Sovetskoye Shampanskoye” (Nederlands: Sovjetchampagne) genoemd. In Europa vaak verhandeld onder de noemer Krimsekt. Bijvoorbeeld het merk Novyi Svit uit de gelijknamige streek Novyi Svit aan de zuidoostkust.
Een bekend wijnhandelshuis op de Krim is Massandra.
Deze streek ligt op ongeveer dezelfde breedtegraad als Zuid-Frankrijk. Het is er warm en vrij vochtig.
Ten noorden van de Krim
Aan de zuidelijke kuststreek – net boven de Krim – heerst een gelijksoortig klimaat als in de Krim.
Beschermde oorsprongsbenamingen zijn er niet. Zo wordt er naast de Sovjetchampagne bijvoorbeeld ook imitaties van ‘Port”, “Madeira” en “Tokay” gemaakt.